# Isa Bowman

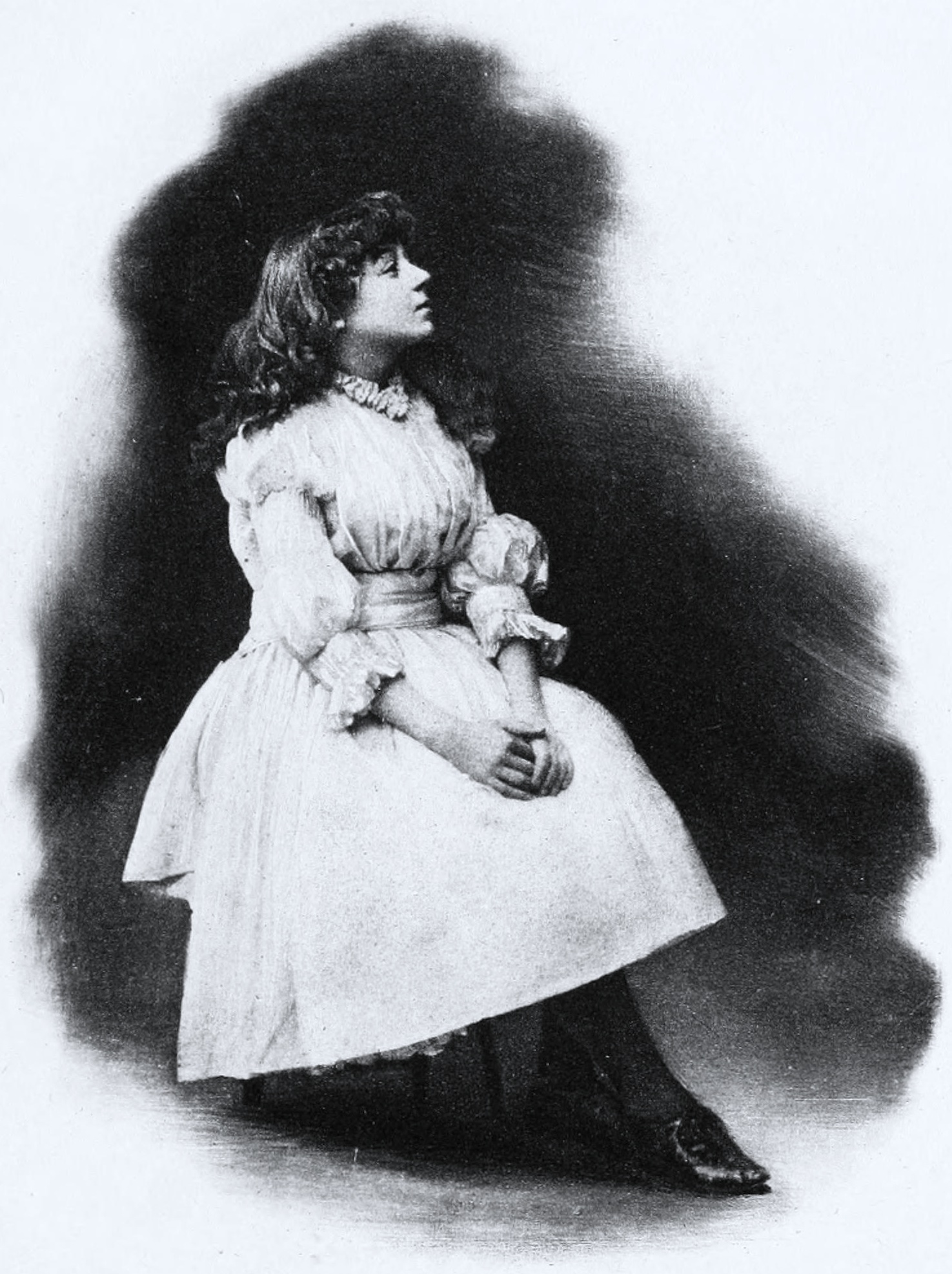
Isa Bowman jako Alicja w sztuce Alicja w Krainie Czarów (ok. 1888)

Isa Bowman – dziecięca aktorka angielska, protegowana Lewisa Carrolla. Wbrew temu co później twierdziła, nie była związana z nim jako dziecko. Poznała go, gdy miała 13 lat, opłacał jej lekcje aktorstwa i spędzał z nią wakacje, gdy miała ok. 15, a zamieszkała z nim mając ok. 20 lat. Spędzali razem wakacje w Eastbourne w East Sussex w sierpniu i wrześniu 1888, podczas kilku morderstw Kuby Rozpruwacza. Pisarz dedykował jej książkę Przygody Sylwii i Bruna, w rozpoczynającym wierszu umieścił Isa Bowman (akrostych).